# Fabian Wegmann
Fabian Wegmann (Münster, 20 giugno 1980) è un ex ciclista su strada tedesco, professionista dal 2002 al 2016. In carriera ha vinto tre campionati nazionali, due Giri di Francoforte e la classifica scalatori al Giro d'Italia 2004.

## Carriera
Passato professionista nel 2002, fino al 2008 gareggia con il team tedesco Gerolsteiner. Le sue doti di passista-scalatore gli permettono di ottenere, nelle sette stagioni in Gerolsteiner, tredici vittorie e diversi piazzamenti in importanti gare in linea: tra i successi una Tre Valli Varesine, due Gran Premi Miguel Indurain e due titoli nazionali in linea, tra i piazzamenti un settimo e un nono posto in linea ai campionati del mondo. Nel 2004 vince anche la maglia verde di miglior scalatore al Giro d'Italia.
Dal 2009 al 2010 gareggia con il Team Milram, e in due anni si aggiudica per due volte consecutive l'Eschborn-Frankfurt City Loop a Francoforte sul Meno. Nel 2011 si accasa al neonato team lussemburghese Leopard-Trek, ma non coglie successi; nel 2012 passa al Team Garmin-Barracuda, e in stagione si aggiudica il suo terzo titolo nazionale in linea. Dopo altre due anni con la formazione statunitense, nel 2015 si trasferisce tra le file del team danese Cult Energy Pro Cycling. Al termine della stagione 2016 annuncia il ritiro dall'attività agonistica.
Anche suo fratello maggiore Christian Wegmann è stato per alcuni anni un ciclista professionista.

## Palmarès
- 2003 (Gerolsteiner, tre vittorie)

2ª tappa Sachsen-Tour International
Classifica generale Sachsen-Tour International
Gran Premio Città di Rio Saliceto e Correggio
- 2004 (Gerolsteiner, una vittoria)

Tre Valli Varesine
- 2005 (Gerolsteiner, tre vittorie)

Grand-Prix Triberg-Schwarzwald
T Mobile International
5ª tappa Tour de Pologne (Breslavia > Szklarska Poręba)
- 2006 (Gerolsteiner, tre vittorie)

Gran Premio Miguel Indurain
1ª tappa Critérium du Dauphiné Libéré (Annecy > Bourgoin-Jallieu)
- 2007 (Gerolsteiner, tre vittorie)

Campionati tedeschi, Prova in linea
Rund um die Nürnberger Altstadt
- 2008 (Gerolsteiner, tre vittorie)

Gran Premio Miguel Indurain
Campionati tedeschi, Prova in linea
- 2009 (Milram, una vittoria)

Eschborn-Frankfurt City Loop
- 2010 (Milram, una vittoria)

Rund um den Finanzplatz Eschborn-Frankfurt
- 2012 (Garmin, una vittoria)

Campionati tedeschi, Prova in linea

### Altri successi
- 2004 (Gerolsteiner)

Classifica scalatori Giro d'Italia
- 2009 (Milram)

Coppa di Germania

## Piazzamenti

### Grandi Giri
- Giro d'Italia

2004: 36º
2010: ritirato (8ª tappa)
2011: non partito (5ª tappa)
2014: ritirato (11ª tappa)
- Tour de France

2004: ritirato
2005: 79º
2006: 68º
2007: 60º
2008: fuori tempo (19ª tappa)
2010: 119º

### Classiche monumento
- Milano-Sanremo

2003: 100º
2004: 28º
2006: 14º
2008: 47º
2009: 24º
2011: 43º
2012: 107º
2013: 87º
2014: 27º
- Liegi-Bastogne-Liegi

2003: 49º
2004: 35º
2005: 15º
2006: 28º
2007: 29º
2008: 22º
2009: 29º
2010: 16º
2011: 105º
2012: 52º
2013: 47º
2014: 74º
2015: ritirato
- Giro di Lombardia

2005: 6º
2006: 3º
2009: 32º
2010: 15º
2011: 28º
2012: ritirato
2013: ritirato

### Competizioni mondiali
- Campionati del mondo

Plouay 2000 - In linea Under-23: 45º
Lisbona 2001 - In linea Under-23: 12º
Hamilton 2003 - In linea Elite: 87º
Verona 2004 - In linea Elite: 33º
Madrid 2005 - In linea Elite: ritirato
Salisburgo 2006 - In linea Elite: 54º
Stoccarda 2007 - In linea Elite: 9º
Varese 2008 - In linea Elite: 7º
Mendrisio 2009 - In linea Elite: 11º
Melbourne 2010 - In linea Elite: 14º
Limburgo 2012 - In linea Elite: 27º
Toscana 2013 - In linea Elite: 55º
- Giochi olimpici

Pechino 2008 - In linea: 20º